# Hedwig and the Angry Inch (musical)
Hedwig and the Angry Inch é um musical de rock com música e letra de Stephen Trask e libreto de John Cameron Mitchell. O musical é sobre uma banda fictícia de rock and roll liderados por Hedwig Robinson, uma cantora transexual da Alemanha Oriental. A história baseia-se na vida de Mitchell como o filho de um Major-general do Exército dos Estados Unidos que já comandou o setor americano da Berlim Ocidental. A música é marcada na androgenia do glam rock da década de 1970 no estilo de David Bowie (que co-produziu a versão de Los Angeles), bem como o trabalho de John Lennon e no início de carreira punk de Lou Reed e Iggy Pop.
O musical teve sua estreia Off-Broadway em 1998, e ganhou o Obie Awards e Outer Critics Circle Award de Best Off-Broadway Musica (Melhor Musical Off-Broadway). A produção durou dois anos e foi remontada com vários elencos pela equipe criativa original em outras cidades dos Esatdos Unidos. Em 2000, o musical teve uma produção Londrina no West End, tendo sido produzido também em outras partes do mundo em centenas de produções teatrais. Em 2014 teve a sua primeira produção na Broadway, vencendo o Tony Award de Best Revival of a Musical (Melhor Revival de um Musical).

## História
O personagem de Hedwig era originalmente uma personagem coadjuvante na peça. Ela foi livremente inspirada por uma alemã babá / prostituta que trabalhava para a família de Mitchell quando ele era um adolescente em Junction City, Kansas. O personagem de Tommy, originalmente concebido como o personagem principal, foi baseado no próprio Mitchell: ambos eram gays, filhos de um general do exército profundamente católico romano, e fascinado com a mitologia. Hedwig tornou-se a protagonista da história, quando Trask incentivou Mitchell a mostrar seu material mais antigo em 1994 em um clube de Drag-punk de Nova Iorque chamado “Squeezebox”, onde Trask liderava a banda e o namorado de Mitchell, Jack Steeb, tocava baixo.
Eles concordaram que o trabalho poderia ser desenvolvido através de shows da banda em clubes, em vez de em um cenário de teatro, a fim de preservar a energia rock. Mitchell foi profundamente influenciado por um rol de artistas transformistas que realizaram covers de rock no Squeezebox. Os setlists dos primeiros shows do Hedwig incluíam muitos covers com letras rescritas por Mitchell para contar a história de Hedwig: "Oh Well", do Fleetwood Mac; "See No Evil", do Television; "Whole Wide World", do Wreckless Eric; "Death of Samantha", da Yoko Ono; "Non-Alignment Pact", do Pere Ubu; "Half Breed", da  Cher; "Boys Keep Swinging", de David Bowie; "All the Young Dudes", do Mott the Hoople; e o "Femme Fatale" do Velvet Underground. Uma capitulação do glam alemão “You Light Up My Life” de Debby Boone servia como finale do musical.
O segundo show de Mitchell no Squeezebox teve como participação Deborah Harry, vocalista da banda Blondie. Foi por essa ocasião que Mike Potter projetou a primeira peruca que se tornaria marca registrada de Hedwig, que inicialmente foi construída a partir de rolos de papel higiênico envolvidos com cabelos loiros sintéticos. Mitchell, Trask, e a banda Cheater (Jack Steeb, Chris Weilding, Dave McKinley, e Scott Bilbrey) continuaram a trabalhar o material em outros clubes noturnos por 4 anos até a estreia Off-Broadway em 1998.

## Roteiro
O conceito da produção de palco é que o público está assistindo um ato musical da rockstar transexual Hedwig Robinson enquanto ela segue a turnê do rockstar Tommy Gnosis (muito mais famoso) em todo o país. Ocasionalmente Hedwig abre uma porta no palco para ouvir o concerto de Gnosis, que está tocando em um local adjacente. Gnosis está se recuperando de um incidente que quase arruinou sua carreira, depois de ter batido seu carro em um ônibus escolar cheio de crianças diagnosticadas psicologicamente com necessidades especiais enquanto estava drogado e recebia sexo oral de ninguém menos que a própria Hedwig. Capitalizando sobre sua notoriedade a partir do incidente, Hedwig fica determinada a contar ao público sua história ("Tear Me Down").
Ela é ajudada por sua assistente, apoio vocal e marido, Yitzhak. Judeu drag queen de Zagreb, Yitzhak possui uma relação doentia e co-dependente com Hedwig. Ela verbalmente abusa dele durante toda a noite, e torna-se claro que ela sente-se ameaçada por seu talento natural, que ultrapassa muito o seu. Ela descreve como ela concordou em se casar com ele somente depois de extrair uma promessa de que ele nunca faria uma apresentação drag novamente, e como ele se ressente amargamente do seu tratamento com ele. (Para aprofundar o tema do musical e o limite tênue de gênero, Yitzhak é interpretado por uma atriz do sexo feminino.)
Hedwig conta sua história de vida, que começou quando ela se chamava Hansel Schmidt, um "pedacinho de um menino efeminado" da Alemanha Oriental crescendo na Berlim Oriental, que ama a filosofia ocidental e música rock. Hansel torna-se fascinado com uma história chamada "The Origin of Love", baseado no discurso de Aristófanes em O Banquete.  Ele explica que três sexos dos seres humanos uma vez existiu: "filhos do sol" (homem e homem anexados), "filhos da terra" (mulher e mulher anexados), e "filhos da Lua" (homem e mulher anexados). Cada um deles eram redondos, com duas cabeças, quatro braços, e quatro patas. Os deuses irados resolveram dividir esses primeiros seres humanos em dois, deixando as pessoas separadas com uma necessidade ao longo da vida para encontrar a sua outra metade. Hansel está determinado a procurar sua outra metade, mas está convencido de que ele terá que viajar para o Ocidente para o fazer.
Isso se torna possível quando ele conhece Luther Robinson, um soldado estadunidense ("Sugar Daddy"). Luther se apaixona por Hansel e os dois decidem se casar. Este plano permitirá que Hansel deixe a Alemanha comunista e se mude para a Alemanha ocidental. No entanto, a fim de se casar, o casal deve ser constituído por um homem e uma mulher, então a mãe de Hansel, Hedwig, dá ao filho o nome dela e o passaporte e encontra um médico para realizar uma cirurgia de mudança de sexo. A operação, entrementes, dá errado, deixando a vagina fechada e, Hansel - agora Hedwig - com um monte de carne disfuncional de uma polegada entre as pernas "("Angry Inch").
Hedwig vai morar em Junction City, Kansas, como a esposa de Luther. Em seu primeiro aniversário de casamento, Luther deixa Hedwig por um homem. Nesse mesmo dia, é anunciado que Muro de Berlim  tinha caído e que a Alemanha iria se reunir, o que significa o sacrifício de Hedwig foi à toa. Hedwig se recupera da separação através da criação de uma identidade feminina mais glamorosa ("Wig in a box") e formando uma banda de rock que ela chama de "The Angry Inch”.
Hedwig faz amizade com um adolescente cristão tímido e incompreendido chamado Tommy Speck, que fica fascinado por uma canção que os dois compõe juntos ("Wicked Little Town").  Eles colaboram escrevendo novas músicas, e começam uma relação. Suas músicas são um sucesso, e Hedwig lhe dá o nome artístico de "Tommy Gnosis." Hedwig acredita que Tommy é sua alma gêmea e que ela não pode ser completa sem ele, mas ele fica revoltado quando descobre que ela é transexual e a abandona. Ele passa a se tornar uma estrela do rock de grande sucesso com as músicas que Hedwig escreveu sozinha e com ele. A "internacionalmente ignorada" Hedwig e sua banda the Angry Inch são forçados a se sustentar tocando em cafés e pequenos bares.
Hedwig fica mais errática e instável com o decorrer do show, até que ela finalmente entra em crise, tirando a peruca, vestido e maquiagem ("Hedwig's Lament/Exquisite Corpse"). No auge de sua crise, ela parece se transformar em Tommy Gnosis, que tanto implora por perdão e oferece uma reprise da canção que ela escreveu para ele ("Wicked Little Town Reprise"). Hedwig, sem a fantasia, encontra aceitação dentro de si mesma, entrega a sua peruca para Yitzhak. Em paz, Hedwig sai do palco e Yitzhak assume sua canção final, vestida fabulosamente como drag queen ("Midnight Radio").

## Canções
Mesmo que Yitzhak cante como vocal de apoio em quase todos os números do show, as músicas abaixo que são marcadas com Hedwig e Yitzhak são aquelas em que ele tem linhas solo notáveis. O show é realizado sem intervalo.
- "Tear Me Down" - Hedwig e Yitzhak
- "The Origin of Love" - Hedwig
- "Sugar Daddy" - Hedwig e Yitzhak
- "Angry Inch" - Hedwig
- "Wig in a Box" - Hedwig
- "Wicked Little Town" - Hedwig
- "The Long Grift" - Yitzhak/Skszp ‡
- "Hedwig's Lament" - Hedwig
- "Exquisite Corpse" - Hedwig e Yitzhak
- "Wicked Little Town (Reprise)" - Hedwig como Tommy §
- "Midnight Radio" - Hedwig

‡ Na produção Off-Broadway original, esta canção não foi cantada por Yitzhak, mas pelo diretor musical Skszp. No entanto, no revival da Broadway em 2014, Yitzhak canta a música.
§ Esta música é interpretada por Tommy Gnosis, que deve ser interpretado pelo mesmo ator que Hedwig.
Uma canção interpretada por Yitzhak e a banda, "Random Number Generation", foi incluída no Off-Broadway Cast Album, mas não aparece na trilha sonora. A produção da Broadway tinha a música preparada para tocar no caso de Hedwig ter que deixar o palco, junto com "Freaks", uma música do filme. Lena Hall cantou a música em seu último show durante a passagem de som.
No revival da Broadway em 2014, uma pequena subtrama foi adicionada ao roteiro, e um pequeno número foi adicionado para apoiá-lo. Parodiando The Hurt Locker Hedwig explica que uma versão musical da história só correu por uma única noite antes de encerrar durante o intervalo, e que ela convenceu um produtor a deixá-la se apresentar no que de outra forma seria um palco vazio. Em um ponto, Hedwig encontra o tema para uma música do show, "When Love Explodes" e deixa Yitzhak cantá-la, mas o interrompe antes que ele possa cantar a última nota (a única exceção é a noite final de Lena Hall). Yitzhak canta a música inteira (incluindo um verso que falta) no álbum Revival Cast.

## Produção
Atores que aturaram como Hedwig no palco nos EUA incluem o ator premiado pelo Tony Awards Michael Cerveris, o também premiado pelo Tony Neil Patrick Harris, a vencedora do Tony Lena Hall, o nomeado ao Tony Andrew Rannells, o vencedor do Globo de Ouro Michael C. Hall, a ex-membro do Brat Pack Ally Sheedy, Kevin Cahoon, Gene Dante, a estrela do musical Rent Anthony Rapp, os atores de teatro/cinema Matt McGrath e Nick Garrison, e o transformista australiano iOTA.

### Off-Broadway
Hedwig and the Angry Inch  estreou Off-Broadway no Jane Street Theatre em 14 de fevereiro de 1998 e encerrou em 9 de abril de 2000, após 857 apresentações. A direção foi feita por Peter Askin e a encenação musical por Jerry Mitchell, com Hedwig inicialmente interpretado por John Cameron Mitchell e Yitzhak interpretado por Miriam Shor.O teatro estava localizado no salão de festas do Hotel Riverview, que já abrigou a tripulação sobrevivente do RMS Titanic (um fato que figurava na produção original).
Atores que interpretaram Hedwig nessa produção Off-Broadway incluíram Michael Cerveris, Donavan Leitch, Ally Sheedy, Kevin Cahoon, Asa Somers, e Matt McGrath.
Tal produção ganhou o Obie Award,  e o Outer Critics Circle Award por Best Off-Broadway Musical.

### Estreia na Broadway
Neil Patrick Harris estrelou a primeira produção na Broadway no Belasco Theatre, que teve as previas iniciais em 29 de março de 2014, e oficialmente abriu em 22 de abril do mesmo ano. Harris continuou na produção até 17 de agosto de 2014. O diretor é Michael Mayer com a coordenação musical de Spencer Liff. Lena Hall interpreta Yitzhak, marido de Hedwig. Essa produção recebeu vários Tonys, incluindo Best Revival of a Musical, Best Lead Actor in a Musical (Harris) e Best Featured Actress in a musical (Hall). Foi também nomeado para Best Costume Design for a Play (Arianne Phillips), que também trabalhou no filme original de 2001.  Após a saída de Harris, Andrew Rannells tomou o lugar como Hedwig em 20 de agosto de 2014, seguido por Michael C. Hall, que interpretou Hedwig de 16 de outubro de 2014, até 18 de janeiro de 2015. A produção atualmente apresenta o co-criador John Cameron Mitchell retornando no papel que ele criou; está agendado para que ele se apresente de 21 de janeiro até 14 de março de 2015.

#### Hurt Locker: The Musical
Essa versão do musical apresentação atualiza para os tempos atuais e tem  Hedwig se apresentando o palco abandonado de Hurt Locker: The Musical, que fechou na noite anterior na metade da sua primeira apresentação. Hedwig explica que como a peça fechou tão rapidamente, ela conseguiu convencer os produtores para autorizar que a mesma utilizasse o local, que ficaria vazio e sem uso. O diretor Michael Mayer afirmou que ele teve a ideia de Hurt Locker: The Musical como uma forma de explicar a presença de Hedwig em um teatro da Broadway. Ele também utilizou como uma forma de atualizar o roteiro para os tempos atuais. Diversos jornais comentaram favoravelmente ao espetáculo, ambos como uma parte do musical e outra como uma parte separada do musical em si mesmo. 

## Sequência
Em junho de 2014, John Cameron Mitchell confirmou que ele e Stephen Trask estavam escrevendo uma sequência. 

## Gravações
- 1998 Hedwig and the Angry Inch: Original Cast Recording
- 2000 Hedwig And The Angry Inch: Original Motion Picture Soundtrack
- 2002 Wig: Cleveland Public Theatre Cast
- 2003 Wig In A Box: Songs from & Inspired by Hedwig and the Angry Inch
- 2004 Hedwig UK Atrocity Tour
- 2005 Original Korean Cast
- 2005 Hedwig y la Pulgada Furiosa - Elenco peruano
- 2006 Korean Cast
- 2006 Original Australian Cast
- 2014 Original Broadway Cast

## Covers
Em 2003, Chris Slusarenko do Off Records lançou um disco chamado Wig in a Box; um álbum tributo de caridade que também incluíam novos materiais da mitologia do universo de Hedwig. Entre os artistas estavam Frank Black e The Breeders. Outras bandas que participaram do disco incluíam Yo La Tengo com Yoko Ono, Sleater-Kinney com Fred Schneider (do The B-52's), Jonathan Richman, Rufus Wainwright, Polyphonic Spree, Spoon, Imperial Teen, Bob Mould, Cyndi Lauper com The Minus Five (junto de Peter Buck do R.E.M.), The Bens (Ben Folds, Ben Lee e Ben Kweller), They Might Be Giants e Robyn Hitchcock. Trask e Mitchell completaram com uma canção incompleta de Tommy Gnosis (da época dos dias de desenvolvimento do musical) chamada "Milford Lake" (cantada por Mitchell). O disco também possuía a participação do comediante Stephen Colbert recitando a parte falada da introdução de "Tear Me Down". Os lucros do álbum foram doados ao Instituto Hetrick-Martin, lar da Harvey Milk High School, uma escola pública Nova Iorquina para gays, lésbicas, bissexuais, transexuais e outros jovens que experimentara discriminação e violência em outras escolas públicas ou em casa e encontram-se em risco de não completar a sua educação no ensino médio.
"Follow My Voice: With the Music of Hedwig", um documentário sobre os bastidores da gravação do "Wig in a Box". Foi dirigido por Katherine Linton e produzido pela Sundance Channel estando hoje disponível em DVD.
A banda de gothic metal Type O Negative fizeram um cover de "Angry Inch" no seu álbum de 2003 chamado Life Is Killing Me.
Meat Loaf fez um cover no mesmo ano de "Tear Me Down" no seu disco Couldn't Have Said It Better, modificando algumas das letras (notavelmente as que falavam sobre o muro de Berlim) deixando a canção falando sobre o Estado do Texas e sobre a própria vida do Meat Loaf.
Uma das canções bônus de Damn Skippy, "Pirate In A Box" de Lemon Demon, é uma paródia de Wig In a Box.
Ben Jelen fez um cover de "Wicked Little Town" no seu disco de 2004 chamado Give It All Away.
Future Kings of Spain fez um cover de "Angry Inch" para o Lado-B do seu single de 2003 chamado "Hanging Around".
Dar Williams, que é colega de faculdade de Stephen Trask, realizou um cover de “Midnight Radio" nos eu álbum de 2008 chamado Promised Land.